# Tadej Golob
Tadej Golob, slovenski pisatelj, novinar, kolumnist in alpinist, * 16. september 1967, Maribor, Slovenija.
Kot pisatelj je nase opozoril leta 2010, ko je za svoj roman Svinjske nogice prejel nagrado Kresnik. Leto pozneje je izšel mladinski pustolovski roman Zlati zob.
Po biografijah Petra Vilfana in Zorana Predina je v 2013 izšel roman za odrasle Ali boma ye! in pa zgodba za otroke Kam je izginila Brina?.
Leta 2017 je izšel roman Jezero, njegova prva kriminalka.
Je avtor več intervjujev v reviji Playboy in nekdanji urednik alpinistične revije Grif (med 1995 in 2002).

## Objavljena dela
- Z Everesta, potopis o smučanju po Everestu (2000) v sodelovanju z Davom Karničarjem in Urbanom Golobom[2]
- Moške svinje, izbor njegovih prispevkov iz slovenske izdaje revije Playboy (2005)
- Zgodba iz prve roke, biografija Zorana Predina (2008)
- Svinjske nogice, roman (2009)
- Peter Vilfan, biografija Petra Vilfana (2010)
- Zlati zob, mladinski roman (2011)
- Ali boma ye!, roman (2013)
- Kam je izginila Brina, mladinski roman (2022)
- Dajte Gogiju žogo!, Goran Dragić, od Ilirije do Miamija (2015)
- Jezero, kriminalni roman (2016)
- Leninov park, kriminalni roman (2018)
- Nespodobni odvetnik, biografija Petra Čeferina (2018)
- Kot bi Luna padla na zemljo, biografija Milene Zupančič (2018)
- V svojih čevljih, zgodba Alenke Bratušek, prve slovenske predsednice vlade (2018)
- Dolina rož, kriminalni roman,(2019)
- Virus, kriminalni roman (2020)
- Koma, kriminalni roman (2022)
- Oj, Triglav, moj dom kriminalni roman (2023)
- Bobri: strip, v sodelovanju s Petrom Škerlom (2024)